# 长江源大桥
34°13′19″N 92°26′09″E / 34.222011°N 92.435754°E
长江源特大桥是青藏铁路上的一座桥梁，位于青海省海西蒙古族藏族自治州格尔木市唐古拉镇，长江源头的沱沱河流域，截至2010年，长江源特大桥是长江上最上游的一座桥梁。大桥全长1389.6米，共有42孔，所经流域为青藏高原多年冻土地区中的大河融区，因而施工存在一定困难。大桥由中铁三局于2001年11月24日开工建设，建设中采用多种措施以避免污染高原生态环境。2006年7月，长江源特大桥与青藏铁路一同开通。